# Estrela vermelha

Estrela vermelha

Estrela vermelha de cinco pontas, um pentagrama sem o pentágono no seu interior, é um símbolo comumente associado ao socialismo e ao comunismo. É muitas vezes interpretado como representação dos dedos das mãos dos trabalhadores, bem como dos cinco continentes.
Uma sugestão menos conhecida é que as cinco pontas da estrela pretendam representar, no contexto soviético, os cinco grupos sociais que liderarariam a Rússia ao comunismo: a juventude, os militares para proteger e defender o socialismo, o trabalhador industrial, o trabalhador do campo, e os intelectuais.
Karl Marx e Friedrich Engels usavam a estrela rubra como símbolo e ela era também um dos emblemas, sinais e símbolos que representavam a União Soviética, presente na bandeira do país, sob os preceitos e a gestão do Partido Comunista, juntamente com a foice e martelo, a estrela vermelha desde então se tornou um símbolo representando mundialmente o socialismo de diversas maneiras.

## História

Estrela vermelha presente na bandeira da União soviética

A estrela de cinco vértices é um símbolo do mundo antigo, usado em tradições místicas em todas as grandes religiões do Oriente-Médio (Judaísmo, Islamismo e Cristianismo) para representar a ideia herege que o sagrado é inerente à humanidade. Essa foi a razão pela qual Marx e Engels, como humanistas radicais, foram atraídos por esse símbolo. Eles caracterizaram o vermelho como o sangue perdido em luta proletária. Entretanto, sua origem em movimentos políticos em massa são encontrados na Guerra civil russa e o final da 1ª Grande Guerra, apesar do criador (se há algum) ser desconhecido.
Uma versão bastante difundida é a de enquanto as tropas russas fugiam da frente austríaca e alemã, acabaram por se encontrar em Moscou em 1917, e se misturaram com as guarnições locais. Para distingüir as tropas Moscovitas do influxo de russos fugitivos, os oficiais distribuíram estrelas feitas de lata para os soldados de Moscou usarem em seus quepes. Quando essas tropas se reuniram ao Exército Vermelho e os Bolcheviques, eles pintaram suas estrelas de vermelho, a cor do socialismo, dessa forma criando a estrela vermelha original. Outra origem possível para a estrela vermelha é sobre um suposto encontro entre Leon Trotsky e Nikolai Krylenko. Krylenko, um Esperantista, trajava Estrela Verde no distintivo de sua lapela; Trótsky indagou o significado do símbolo e como resposta obteve que cada ponta da estrela representava um continente. Ao ouvir isso, ele afirmou que uma estrela similar deveria ser usada por soldados do Exército Vermelho.

### Uso Comum

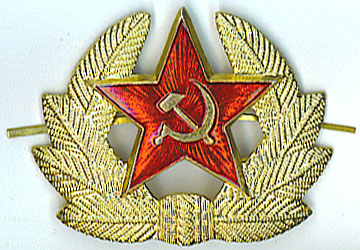
Insígnia de recrutamento no quepe do Exército Vermelho

Seguindo sua adoção como emblema da União Soviética, a estrela vermelha se tornou símbolo do comunismo num sentido mais amplo. O símbolo se tornou um dos mais proeminentes da URSS, adornando todos os prédios oficiais, prêmios e insígnias. Algumas vezes, foice e martelo era pintada dentro ou abaixo da estrela. Em 1930, a Ordem da Estrela Vermelha foi fundada e concedida ao corpo de funcionários do Exército Vermelho e da Marinha Soviética por "serviços excepcionais em motivo da defesa da União Soviética em tempos de paz e guerra." Seu uso rapidamente se espalhou por outros Estados comunistas e organizações
A estrela vermelha foi aderida por muitos Países socialistas e comumente é encontrada em suas respectivas bandeiras e brasões; por exemplo, na bandeira da República Federativa Socialista da Iugoslávia. Movimentos separatistas e socialistas também usaram a estrela vermelha em alguns momentos, como a bandeira dos países da Catalunha.
Enquanto a estrela vermelha se disseminava pelo comunismo no Leste, ela foi adaptada: enquanto alguns Estados mantinham a estrela como foi projetada, outros usavam-na como uma estrela amarela, especialmente sobre um fundo vermelho, com o mesmo simbolismo. A bandeira da República Popular da China tem cinco estrelas amarelas num fundo vermelho. Na Coreia do Norte, entretanto, a estrela permaneceu como no projeto inicial.
Também pode se dizer que a foice e o martelo é por causa dos trabalhadores urbanos e os camponeses, sendo representados pelo martelo como os urbanos e foice como os camponeses  pela agricultura.

### Usos Recentes

Símbolo da Fração do Exército Vermelho

Bandeira do EZLN

Símbolo do Partido dos Trabalhadores (PT)

A milícia russa continua ainda nos dias atuais a usar a Estrela Vermelha, e muitos países-membros da ex-União Soviética ainda a mantém em equipamentos militares e uniformes. O jornal militar russo também é chamado de Estrela Vermelha (russo Krasnaya Zvezda). Muitos clubes desportistas cujos países estão sobre a liderança dos partidos comunistas usam a estrela vermelha como símbolo. Desde a queda do bloco soviético, a estrela vermelha foi banida em alguns países (ex.: na Hungria, onde é crime ofensivo exibir publicamente ou usar o símbolo.
Em 1970, o Rote Armee Fraktion ou Fração do Exército Vermelho (RAF) foi oficialmente fundado. O RAF, que se descreveu como um grupo comunista de "guerrilha urbana", foi no pós-guerra que na Alemanha Oriental, a mais ativo e mais popular organização de terrorismo de esquerda. Era facilmente reconhecida pela estrela vermelha e Heckler & Koch MP5. O RAF operou desde os anos 70 até 1988, cometendo inúmeros crimes, especialmente no outono de 1977, que liderou a uma crise nacional que ficou conhecida como "Outono Alemão". Foi responsável por 34 homicídios - incluindo muitos alvos secundários como os chauffeurs e guarda-costas - e muitos feridos em seus quase 30 anos de existência.
A Estrela Vermelha foi incluído na bandeira do Ejército Zapatista de Liberación Nacional (EZLN) ou Exército Zapatista de Libertação Nacional em sua formação em 1994. O EZLN, um grupo revolucionário armado, (mas não-violento), com base em Chiapas, México, que buscou seu nome no revolucionário mexicano Emiliano Zapata e é comumente representado pelo Subcomandante Marcos, entretanto não é o líder do grupo. A mesma bandeira, uma bandeira negra com uma estrela vermelha, foi usado pelo socialismo revolucionário do rock nos EUA, pela banda Rage Against the Machine - que eram os apoios vocais do EZLN e outras causas socialistas - tanto que o símbolo terminou por ser associado à banda, separada do EZLN.

No Brasil, a Estrela Vermelha também é usada como símbolo do Partido dos Trabalhadores (PT), sendo a versão mais conhecida da estrela no país.

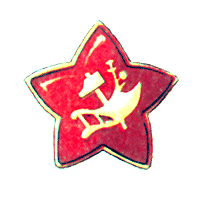
Exército Vermelho, 1918
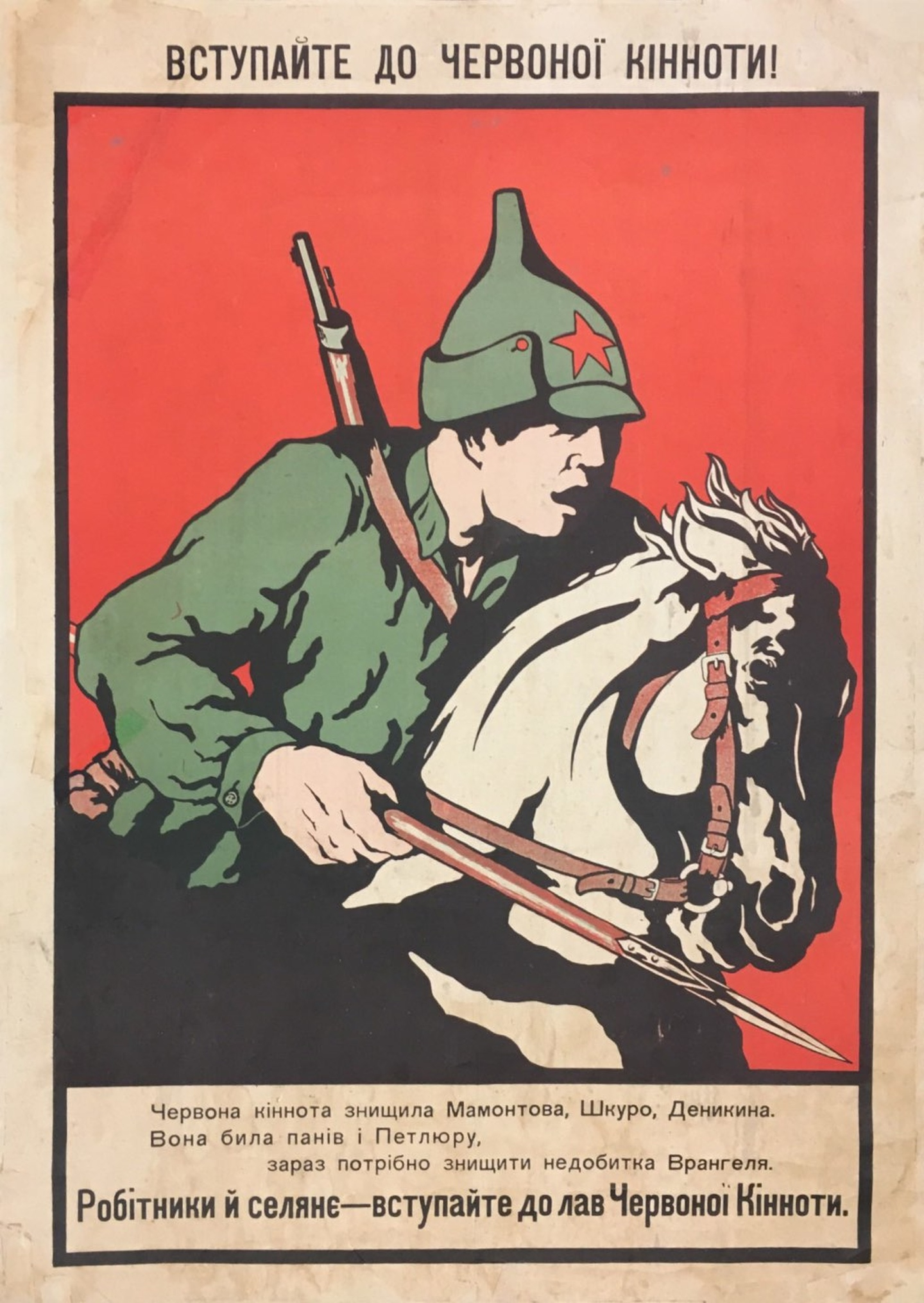
Poster da Cavalaria Vermelha com um Budiónovka, 1920
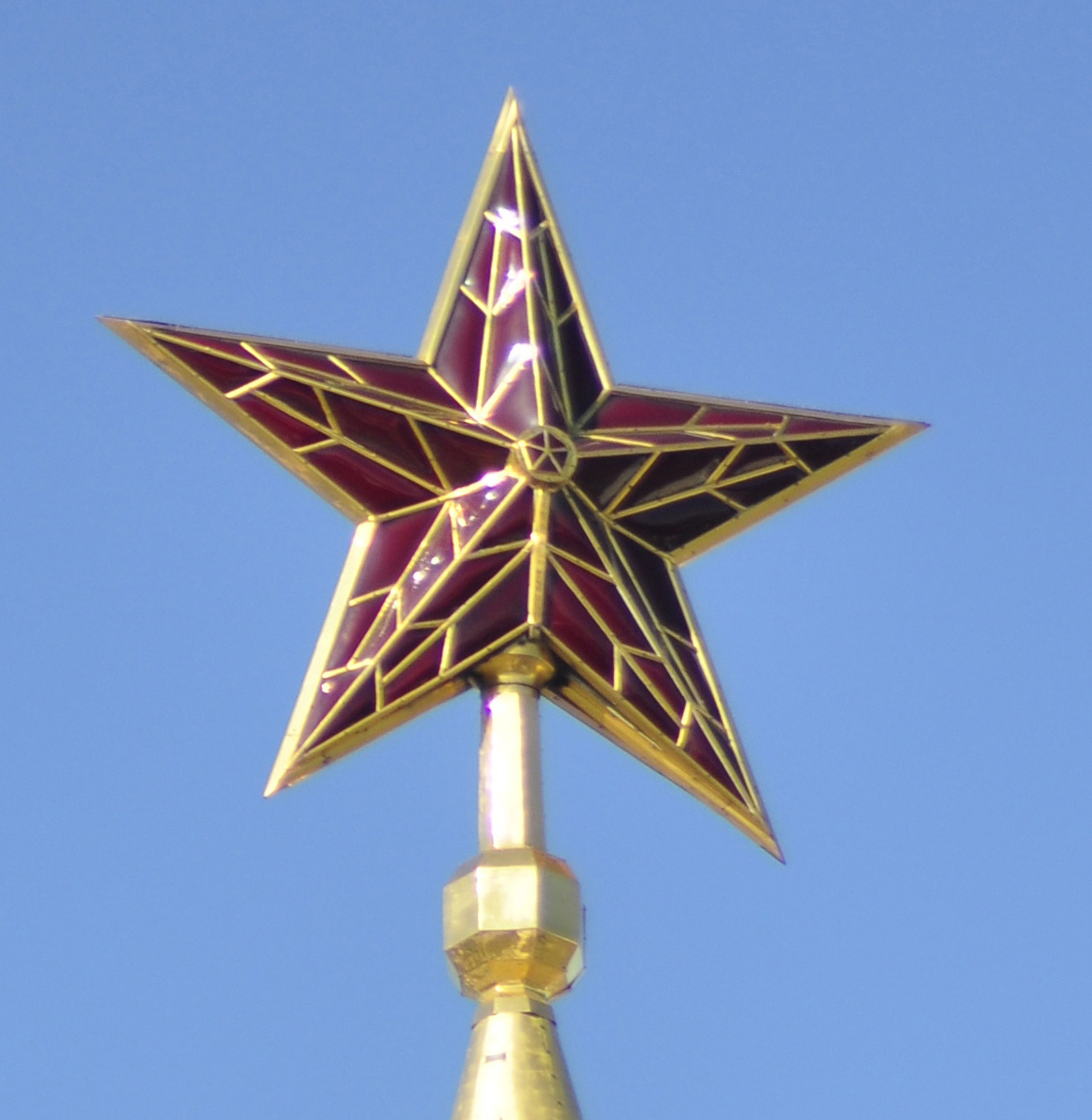
Estrela do Kremlin de Moscovo, 1937
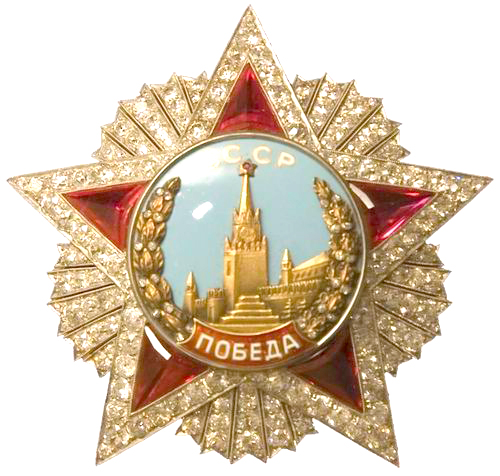
Ordem da Vitória, USSR, 1945
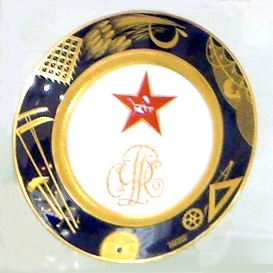
Prato por Adamovich, RSFS da Rússia, 1921

### Utilização na URSS e nas suas repúblicas constituintes

#### Como um ornamento festivo
Durante a década de 1930, as publicações soviéticas encorajaram a prática de decorar uma árvore de Ano Novo, conhecida como yolka (em russo:  Ёлка). Estas árvores eram frequentemente decoradas com uma estrela vermelha, uma prática que tem continuado na Rússia desde a dissolução da União Soviética em 1991.

#### Galeria da heráldica das repúblicas soviéticas

Brasão de armas da União das Repúblicas Socialistas Soviéticas
Brasão de armas da República Socialista Soviética da Arménia
Brasão de armas da República Socialista Soviética do Azerbaijão
Brasão de armas da República Socialista Soviética da Bielorrússia
Brasão de armas da República Socialista Soviética da Estónia
Brasão de armas da República Socialista Soviética da Geórgia
Brasão de armas da República Socialista Soviética do Cazaquistão
Brasão de armas da República Socialista Soviética do Quirguistão
Brasão de armas da República Socialista Soviética da Letónia
Brasão de armas da República Socialista Soviética da Lituânia
Brasão de armas da República Socialista Soviética da Moldávia
Brasão de armas da República Socialista Soviética da Rússia
Brasão de armas da República Socialista Soviética do Tajiquistão
Brasão de armas da República Socialista Soviética do Turquemenistão
Brasão de armas da República Socialista Soviética da Ucrânia
Brasão de armas da República Socialista Soviética Uzbeque
Emblema da República Socialista Federativa Soviética Transcaucasiana (1923-1936)
Emblema da República Socialista Soviética Carelo-Finlandesa (1941-1956)
Brasão de armas da República Socialista Soviética da Letónia  (1919–1920)

#### Galeria de bandeiras soviéticas

Bandeira da União das Repúblicas Socialistas Soviéticas
Bandeira da República Socialista Soviética da Arménia
Bandeira da República Socialista Soviética do Azerbaijão
Bandeira da República Socialista Soviética da Bielorrússia
Bandeira da República Socialista Soviética da Estónia
Bandeira da República Socialista Soviética da Geórgia
Bandeira da República Socialista Soviética do Cazaquistão
Bandeira da República Socialista Soviética do Quirguistão
Bandeira da República Socialista Soviética da Letónia
Bandeira da República Socialista Soviética da Lituânia
Bandeira da República Socialista Soviética da Moldávia
Bandeira da República Socialista Federativa Soviética da Rússia
Bandeira da República Socialista Soviética do Tajiquistão
Bandeira da República Socialista Soviética do Turquemenistão
Bandeira da República Socialista Soviética da Ucrânia
Bandeira da República Socialista Soviética do Uzbequistão
Bandeira da República Socialista Soviética Carelo-Finlandesa (1940–1956)
Bandeira da República Socialista Soviética da Transcaucásia (1922–1936)